# 弗雷德里克斯堡 (密蘇里州)
弗雷德里克斯堡（英語：Fredericksburg）是位於美國密蘇里州加斯科內德縣的非建制地區。

## 歷史
弗雷德里克斯堡的郵局於1893年設立，其後於1922年停運。

## 地理
弗雷德里克斯堡所處的海拔為高於海平面158米（即518英呎），而該地所採用的時區為UTC-6，即北美中部時區（CST）。同時該地設有夏令時間，為UTC-6調快一小時，即UTC-5（CDT）。